# Battaglia di Alam Halfa
La battaglia di Alam Halfa (conosciuta in Italia anche come seconda battaglia di El Alamein) fu combattuta nella zona di fronte a El Alamein fra le forze dell'Asse e le forze britanniche fra l'agosto e il settembre 1942. Fu l'ultimo tentativo da parte di Erwin Rommel di aprire un varco nelle difese britanniche per raggiungere Alessandria d'Egitto. Il fallimento dell'offensiva costrinse le forze dell'Asse ad aspettare su linee avanzate la controffensiva britannica, che, nell'ottobre dello stesso anno, portò alla dura sconfitta di El Alamein.

## Ordini di battaglia

### Forze dell'Asse
- Panzerarmee Afrika
  - Deutsches Afrikakorps “DAK”
    - 15. Panzer-Division
    - 21. Panzer-Division
    - 90. leichte Afrika-Division
    - Fallschirmjäger-Brigade Ramcke

  - XX Corpo d'armata Motocorazzato italiano
    - 132ª Divisione corazzata "Ariete"
    - 133ª Divisione corazzata "Littorio"
    - 101ª Divisione motorizzata "Trieste"

  - X Corpo d'armata
    - 17ª Divisione fanteria "Pavia"
    - 27ª Divisione fanteria "Brescia"
    - 185ª Divisione paracadutisti "Folgore"

### Forze britanniche
- VIII Armata britannica
  - XIII Corpo d'armata britannico
    - 2ª Divisione di Fanteria neozelandese (4ª, 5ª, 6ª Brigate neozelandesi e 132ª britannica; quest'ultima distaccata dalla 44ª Divisione)
    - 44ª Divisione fanteria britannica (generale Ivor Hughes[3] (132ª e 133ª Brigate di Fanteria)
    - 7ª Divisione Corazzata britannica (4ª Brigata Corazzata Leggera e 7ª Brigata Motorizzata)
    - 10ª Divisione Corazzata britannica (22ª, 8ª e 23ª Brigate Corazzate)

## L'antefatto

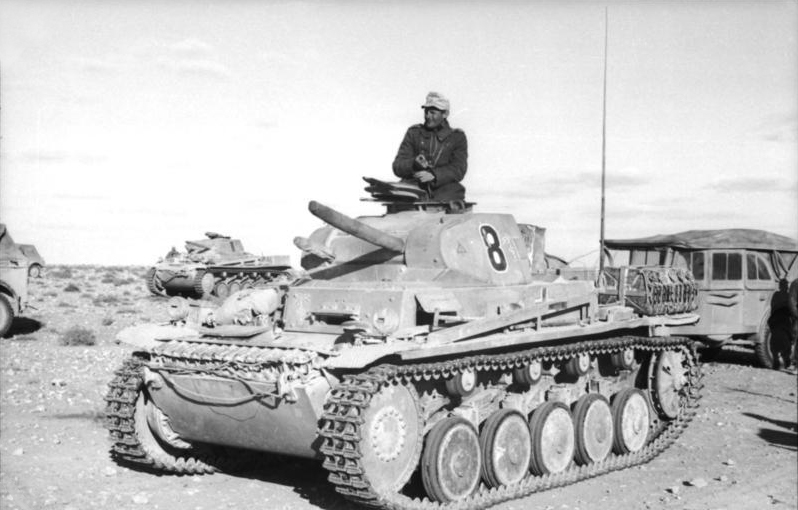
Un Panzer II della 15. Panzer-Division tedesca

Dopo la prima battaglia di El Alamein (1º- 3 luglio 1942), il gen. Auchinlek tentò due assalti verso le posizioni occupate da italiani e tedeschi, appoggiate sulla Cresta di Miteirya e sulla posizione di Bab el Qattara, con lo scopo dichiarato di distruggere i due corpi (X e XXI Corpo d'armata) di fanteria italiani, ma ottenendo solo un successo locale contro la 60ª Divisione fanteria "Sabratha" (la più settentrionale dello schieramento, in realtà tre (fonte USSME) o due (secondo altre fonti) battaglioni di fanteria appiedata, composti dai resti dei distrutti 85º e 86º Rgt. Fanteria Sabratha), e subendo dure perdite contro gli altri reparti italo-tedeschi. Questi insuccessi segnarono la fine della carriera di Auchinleck in Africa, dato che il giorno 15 agosto dovette cedere il comando delle forze britanniche in Africa e Medio Oriente al generale Alexander, mentre, contemporaneamente, il generale Bernard Law Montgomery prese il comando della 8ª Armata.
Quando Montgomery assunse il comando della 8ª armata decise che, prima di effettuare altri tentativi di ricacciare indietro le forze dell'Asse, doveva ottenere una netta superiorità numerica. In realtà aveva già la superiorità numerica su italiani e tedeschi sia come carri sia come uomini e artiglierie, tuttavia (come si vide successivamente nella seconda battaglia di El Alamein) era necessaria una superiorità schiacciante per essere sicuri del successo.
D'altra parte Rommel sapeva della sua inferiorità sia di mezzi sia logistica, ma sapeva anche che il tempo lavorava a favore dei britannici, in quanto, mentre a lui stavano arrivando solo le forze destinate inizialmente all'operazione C3 (lo sbarco su Malta), cioè la divisione italiana Folgore, la 164ª divisione leggera tedesca e la brigata Ramcke, i rinforzi per i britannici stavano affluendo regolarmente e in quantità sempre più rilevante. Inoltre era noto che in Gran Bretagna si stavano raccogliendo forze statunitensi, che avrebbero potuto essere usate in Egitto (in realtà queste forze erano destinate all'operazione Torch, cioè lo sbarco nel Nord Africa francese). Un'ulteriore informazione in possesso di Rommel era che verso metà settembre sarebbe arrivato ad Alessandria un convoglio con ingenti rifornimenti, soprattutto in carri armati, per le forze britanniche. Data la situazione decise di prevenire Montgomery e di attaccare alla fine di agosto.
Per attaccare era fondamentale avere rifornimenti sia di munizioni sia di carburante per almeno una settimana di combattimento, ma, a fine di agosto, Rommel aveva a disposizione solo 1 500 t di benzina, dato che la maggior parte dei rifornimenti di benzina era stata assegnata alla Luftwaffe, quindi fu costretto ad aprire l'offensiva che poteva decidere della guerra nel deserto in condizioni logistiche quasi disperate. Nel corso dell'agosto 1942 fu affondato il 20% del tonnellaggio inviato in Libia, ma nei campi critici le perdite furono di 15 000 t di combustibile, 2 600 t di automezzi e 1 115 t di artiglierie e munizioni. Per avere un confronto, nello stesso periodo l′8ª armata ebbe a disposizione 400 000 t di rifornimenti vari.

### I piani contrapposti
Il piano di Rommel era una riedizione di quello di Gazala, cioè di avvolgere da sud le linee di difesa britanniche per poi puntare verso il mare, tagliando fuori il grosso dell'8th Army dalle linee di rifornimento e ritirata. La 15. e la 21. Panzerdivision dovevano tenersi all'esterno della linea di accerchiamento, affiancate dall′Ariete e dalla Littorio, mentre l'altra estremità della linea aggirante deve essere tenuta dalla 90. leichte Afrika-Division. All'alba tutte le divisioni avrebbero dovuto trovarsi schierate a sud di Halam Halfa, fronte nord con la 90. Afrika leichtedivision più a occidente. Le divisioni di fanteria e la Fallschirmjägerbrigade Ramcke, in prossimità della costa e attestate a difesa, avrebbero dovuto solo effettuare attacchi diversivi contro le forze britanniche che le fronteggiano. Questo piano prevedeva che, nel corso della prima notte di combattimento, le forze corazzate avrebbero dovuto percorrere 45 km in terreno non totalmente riconosciuto e minato. Il tempo disponibile, calcolando che la luna il 30 agosto sorgerà attorno a mezzanotte, è di circa 7 ore. Dopo questa manovra, mentre le forze del DAK avrebbero proseguito verso Alessandria, il XX Corpo d'armata avrebbe rastrellato le forze dell'8ª Armata, ormai tagliate fuori dalle loro linee di rifornimento.
Il piano britannico richiamava quanto detto dal duca di Wellington «sono venuti avanti nel solito modo, e noi li abbiamo fermati nel solito modo». Montgomery schierò il XXX Corpo verso nord per fronteggiare le fanterie, mentre fece attestare a difesa la 7th Armoured Division sulla cresta di Alam Halfa, considerata giustamente il cardine dello schieramento britannico, ordinando esplicitamente a Horrocks di non impegnare le sue forze se queste non fossero state attaccate.

## Forze in campo
Carri armati

Tedeschi
- 26 Panzer IV Ausf. F
- 10 Panzer IV Ausf. E
- 71 Panzer III Ausf. J
- 93 Panzer III Ausf. H

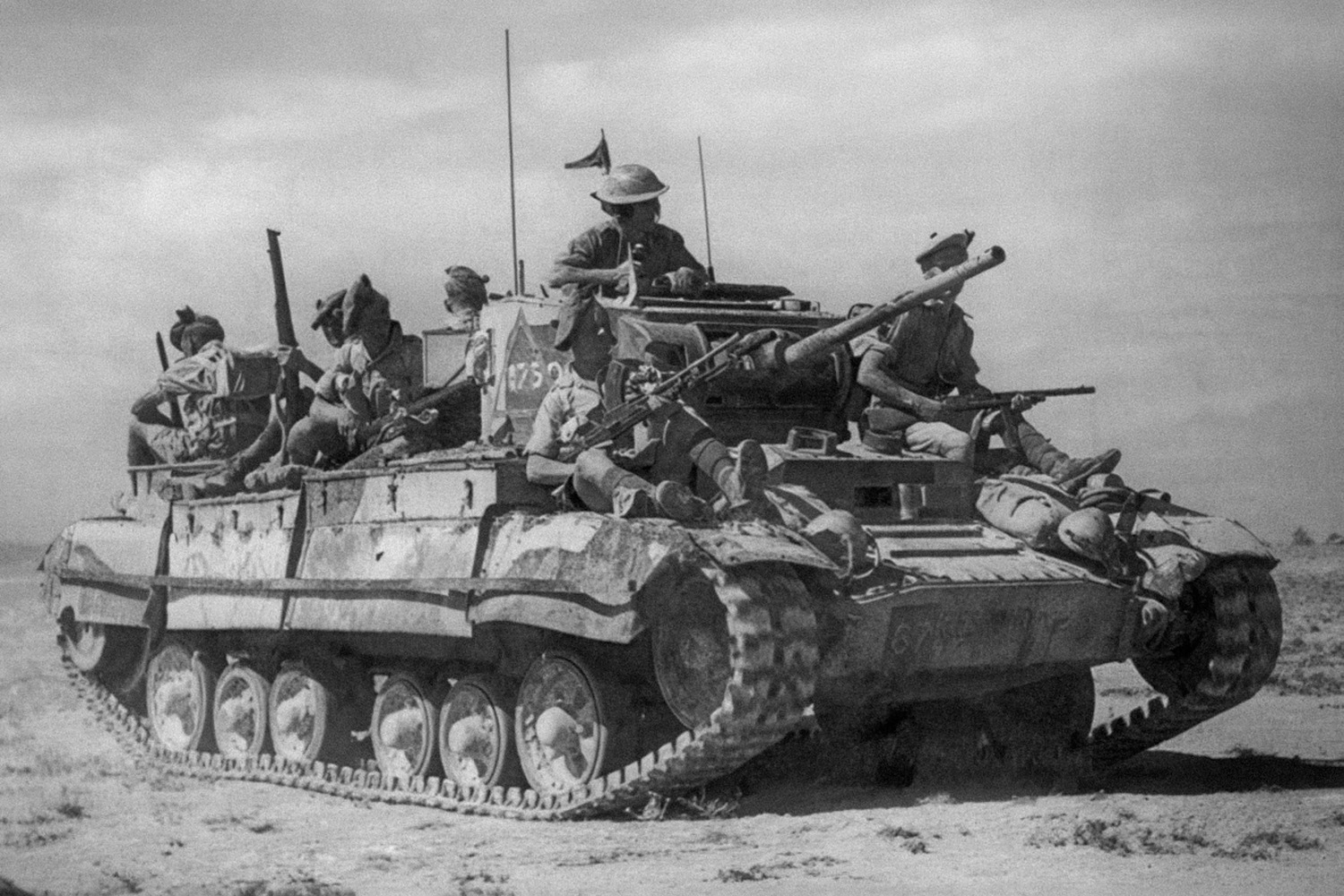
Un Valentine britannico con a bordo un gruppo di fanti scozzesi

- 34 carri fra Panzer II e kleine Panzerbefehlswagen I

Italiani
- 243 tra (M13/40, M14/41 e, probabilmente, anche un certo numero di semoventi 75/18)

Britannici
- 164 M3 Lee/Grant
- 169 M3/M5 Stuart
- 197 Mk VI Crusader
- 163 Mk III Valentine
- Mk II Matilda (il numero di Matilda non è noto, ma probabilmente è molto basso, dato che non compaiono in nessuna azione rilevante, inoltre immediatamente dopo la battaglia Montgomery chiese che questi carri non venissero più inviati in Egitto)

## Lo svolgimento della battaglia

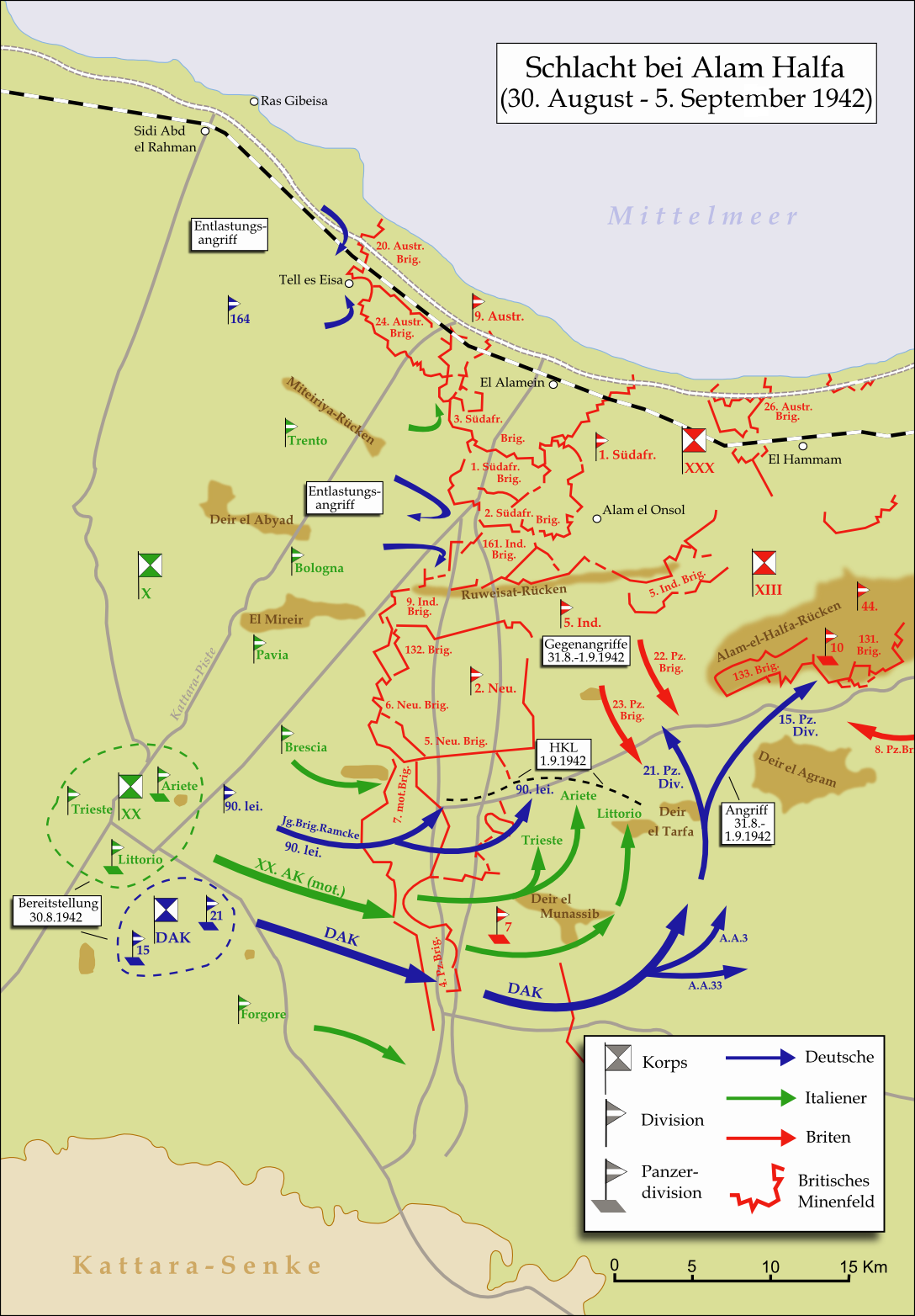
Carta della battaglia

Le forze dell'Asse mossero dalle loro basi di partenza due ore prima del sorgere della luna (20 minuti prima della mezzanotte del 31 agosto 1942), ma quasi immediatamente furono attaccate dalla Royal Air Force e al sorgere della luna furono bloccate dalla rete di campi minati predisposta dai britannici. Nel corso della notte il generale Walther Nehring fu ferito e il generale Georg von Bismarck fu ucciso. All'alba le forze del DAK erano ancora bloccate dai campi minati e ben lontane dalla conversione verso nord prevista per quell'ora. Alle 13 il colonnello Fritz Bayerlein, che aveva sostituito Nehring al comando dell′Afrikarops, diresse sia la 15. sia la 21. Panzerdivision verso il rilievo di Halam Halfa, ma, a causa del tempo perso nel corso della notte, sarà attaccata la parte occidentale e non quella orientale del rilievo. Proprio in quella zona erano schierati i carri della 22nd Armoured Brigade (brigata corazzata), inquadrata nella 10th Armoured Division. Le forze inglesi si aggrapparono al terreno, cercando di offrire il minimo bersaglio (cioè tenendo i carri con lo scafo interrato e solo la torretta all'esterno) restando su una posizione che dominava l'asse di avanzata nemico, mentre l'aviazione continuava ad attaccare le forze terrestri dell'Asse. Con la collaborazione dell'artiglieria (1st e 104th Royal Horse Artillery Regiment - Royal Horse Artillery - artiglieria a cavallo, in realtà motorizzata) la 22nd Armoured Brigade riuscì a respingere gli attacchi della 21. Panzerdivision. L'attacco fu sospeso con la notte.
Il giorno successivo fu tragico per le forze dell'Asse, la mancanza di carburante costrinse le forze mobili a restare ferme sulla posizione, mentre il poco carburante disponibile veniva assegnato alla 15. Panzerdivision per un ulteriore tentativo contro Alam Halfa. La scarsezza di combustibile impedì alla divisione corazzata qualsiasi manovra di aggiramento, quindi fu costretta a una carica frontale contro le posizioni britanniche, difese da circa 400 carri armati dei vari tipi, dato che alla 22nd Armoured Brigade si erano sommati i Valentine della 23rd Armoured Brigade. A sera tutta l'armata corazzata non aveva più che un giorno di benzina, senza che fosse riuscita a ottenere neppure un successo limitato. Al mattino del 2 settembre Rommel decise di ritirare le sue truppe, severamente battute anche dalla RAF, ma i carri furono costretti a restare sul posto per tutta la giornata, in attesa dei rifornimenti di benzina.
Il 3 settembre la RAF effettuò ben 957 sortite sull'Afrikakorps, che tuttavia riuscì lentamente a districarsi dal saliente per rientrare dietro le linee amiche, solo a 10 km dalle basi di partenza. Intanto i britannici preparavano un contrattacco, che non poté avere inizio prima di mezzanotte. Montgomery lanciò la 132nd Infantry Brigade (della 44th Infantry Division, ma in questa battaglia aggregata alla 2nd New Zealand Infantry Division) e la 5th New Zealand Infantry Brigade (2nd New Zealand Infantry Division) all'attacco per tentare di inserirsi fra le forze dell'Asse e le loro basi di partenza, ma l'attacco venne respinto con perdite sanguinose (circa 1 000 uomini) da parte di entrambe le unità. Il 4 settembre, la 2ª divisione neozelandese lanciarono l'Operazione Beresford nel tentativo di eliminare il saliente che le forze italo-tedesche erano riuscite a creare durante l'ultima offensiva, nella zona di Deir Alinda, Deir el Munassib e Deir Munafid. L'attacco neozelandese si arenò davanti alla forte resistenza dei reparti della Divisione Folgore, che riuscirono a respingere le puntate offensive del nemico infliggendogli notevoli perdite. La sera del 5 settembre terminò la ritirata e si concluse la battaglia. L'Asse era avanzata di pochi chilometri, ma non era riuscita in quello che era lo scopo della battaglia: aprirsi un varco attraverso le linee britanniche.

## Considerazioni sull'esito
Dopo la battaglia i contendenti tirarono le somme, morti, feriti e dispersi: 3 930 dell'Asse e 1 750 britannici; carri armati persi 49 dell'Asse e 67 britannici; aerei persi 41 dell'Asse e 68 britannici. Le perdite in uomini dell'Asse furono chiaramente superiori, dato che praticamente nel corso di tutta la battaglia gli italo-tedeschi furono all'offensiva (i britannici ebbero la massima parte dei morti nel corso della controffensiva della 2nd New Zealand Infantry Division e della 132nd Infantry Brigade). Le perdite di carri, invece rappresentano un'interessante inversione di tendenza rispetto ai combattimenti precedenti: pur restando superiori a quelle dell'Asse i rapporti fra le perdite britanniche non presentano più i rapporti clamorosi delle battaglie precedenti (5:1 a Ain el-Gazala e 2:1 in Crusader). Tuttavia queste perdite, se pure inferiori, dal punto di vista strategico erano più pesanti per l'Asse, che non riusciva ad avere vie di comunicazione sicure fra le basi di approvvigionamento (Palermo e Napoli) e la prima linea, mentre i rifornimenti e i rinforzi non cessarono mai di affluire per le forze britanniche. Un altro dato rilevante è la perdita della superiorità aerea da parte dell'Asse, le cui truppe per tutta la battaglia furono sottoposte ad attacchi continui, senza che la caccia italiana e tedesca riuscissero a tenere lontani i bombardieri britannici (nonostante le perdite maggiori in aerei da parte britannica).
Per quanto riguarda l'Asse, se la logistica influenza le scelte tattiche (come nel caso dell'attacco frontale della 15ª Panzerdivision ad Alam Halfa) significa che qualcuno ha sbagliato. Rommel agì come se i rifornimenti dovessero arrivare da un giorno all'altro, sebbene fra Bengasi (che era il porto più orientale della Libia che avesse ancora una capacità, sia pur minima, di operazioni) ed El Alamein corressero più di 900 km. Questi chilometri non erano di autostrada ma, per la massima parte, di strada non asfaltata ed erano soggetti agli attacchi aerei del nemico, quindi dovevano essere percorsi anche di notte senza l'uso dei fari. Tutto questo indica che la durata di un viaggio da Bengasi a El Alamein era di tre giorni e mezzo (sei giorni da Tripoli), con le conseguenze del caso sulla regolarità dei rifornimenti.
I britannici portarono avanti la battaglia nel perfetto stile della dottrina militare inglese (da Culloden a Waterloo), cioè aspettando il nemico in posizioni predisposte e cercando la risoluzione col fuoco invece che con l'urto, ma mancarono completamente nella fase controffensiva, decisiva per la risoluzione del combattimento. Il fatto di aver condotto la controffensiva del 2 settembre utilizzando solo forze di fanteria e una brigata carri a forza ridotta contro due divisioni corazzate mostra chiaramente che ancora non avevano interiorizzato la dottrina di impiego dei carri in cooperazione con le forze di fanteria.